# Francois van Knibbergen
Francois van Knibbergen (La Haia, 1596 - La Haia, 1670) fou un pintor barroc neerlandès, de l'Edat d'Or neerlandesa especialitzat en paisatge.

## Biografia
Segons Arnold Houbraken va participar en un concurs de pintura amb Jan van Goyen i Jan Porcellis. De les tres pintures acabades, la realitzada per Porcellis va ser considerada la millor obra.

D'acord amb RKD va ser alumne a la Haia de Michiel van den Sande d'Utrecht, amb el qual va viatjar a Roma el 1614. Es trobava a Utrecht el 1615 i es va convertir en un membre de la Confraria Pictura a la Haia el 1629. La seva filla Catharina també es va convertir en una pintora de paisatges.